# Aragoiânia
Aragoiânia es un municipio brasileño del estado de Goiás. Su población estimada en 2004 era de 7.320 habitantes.

## Historia
En la región había una parada de ganado – lugar de descanso y rumiación de los animales – debido a este hecho, la primera denominación del municipio fue  Malhadouro  pasó por  Rosália, una homenaje al pioneiro José Cândido Rosa. Aragoiânia fue la última denominación, pero la ciudad hasta hoy lleva el seudónimo de "Biscoito Duro". Apodo peculiar, debido al lugar que era parada de refrigerio entre Goiânia y Río Verde.
En el 27 de abril de 1940, fue celebrada la primera misa del poblado. En esta época había apenas media docena de casas en el lugar. Mientras que en este referido año surgió la idea de la construcción de una capilla, cuyo terreno fuera donado por José Cândido Rosa. En 1946, este templo fue ampliado por el sírio-libanés Juán Nasser, primo de Alfredo Nasser. Con el pasar de los años, la comunidad ayudó en diversas reformas, hasta el actual formato que la Iglesia de Santa Luzia se encuentra hoy. La iglesia nunca mudó de lugar, siempre estuvo en la plaza que también tiene su nombre.

## Significado
El nombre Aragoiânia fue una elección del pioneiro José Cândido Rosa, significa ciudad entre Goiânia y el Río Araguaia. Por mucho tiempo la carretera que atraviesa el municipio fue el camino entre la capital y el referido río.